# Anna Laura Braghetti
Anna Laura Braghetti, née à Rome le 3 août 1953, est une ancienne membre des Brigades rouges.

## Biographie
Anna Laura Braghetti milite en faveur du Parti communiste italien pendant deux ans, puis se détourne en 1974 avant d'intégrer, trois ans plus tard, les Brigades rouges. Elle fait partie de la section romaine des Brigades rouges ; elle est locataire de l'appartement de la via Montalcini, où était séquestré Aldo Moro en 1978. Au cours de cet épisode, Braghetti, qui n'avait encore commis aucune infraction, sert de couverture aux trois autres complices qui partagent les lieux ; elle se présente comme la fiancée du prétendu « ingénieur Altobelli », le mystérieux comparse de cette opération qui, des années plus tard, est identifié comme Germano Maccari (it).
En 1978, après la fin tragique de la séquestration pour Moro, Braghetti entre dans la clandestinité et participe activement à certaines des opérations les plus sanglantes de la section romaine des Brigades rouges. En particulier, le 3 mai 1979 à Rome, lors de l'attaque du siège régional du parti Démocratie Chrétienne sur la piazza Nicosia (it), elle ouvre le feu avec Francesco Piccioni (surnommé Francone et dont le nom de guerre est Michele) sur la Squadra volante della Polizia di Stato (it) accourue après l'alerte. Deux agents perdent la vie au cours de cet attentat.
Le 12 février 1980, avec Bruno Seghetti (it), elle participe à l'assassinat de Vittorio Bachelet, vice-président du Conseil supérieur de la magistrature italien,. La même année, elle est arrêtée le 27 mai puis condamnée à la prison à perpétuité. En 1981, elle épouse Prospero Gallinari (it). Elle fait des études de littérature et d'histoire et rompt avec les Brigades rouges. Elle ne bénéficie d'aucune remise de peine ; en 1994, elle est en semi-liberté puis, en 2002, elle est en liberté conditionnelle.
Avec la journaliste Paola Tavella, elle écrit Le Prisonnier, 55 jours avec Aldo Moro, paru en 1999 en France. Le livre est librement adapté au cinéma sous le titre Buongiorno, notte en 2003. En 2019, Gonzague Tosseri et Nicola Gobbi publient une bande dessinée biographique à son sujet : Rouge passé, histoire d'une rédemption.

## Ouvrage
- Anna Laura Braghetti et Paola Tavella (trad. Claude Galli), Le Prisonnier, 55 jours avec Aldo Moro, Denoël, 1999, 208 p. (ISBN 978-2-207-24888-1).
  - Un film de Marco Bellocchio, Buongiorno, notte (2003), s'inspire librement de cet ouvrage.